# جیا پیج
جیا پیج (به انگلیسی: Gia Paige) مدل برهنه و بازیگر پورنوگرافی اهل ایالات متحده آمریکا است.

## زندگی‌نامه
پیج در ژوئن ۱۹۹۰ در ایالت میشیگان، ایالات متحده آمریکا به دنیا آمد. او دارای دو خواهر است و والدین او مطلقه می‌باشند. پیش از ورود به حرفهٔ پورنوگرافی، او در یک مغازه پیتزا فروشی مشغول به کار بود. سپس مدتی به عنوان مدل برهنه فعالیت کرد، اندکی بعد، برای اولین بار در سال ۲۰۱۵ هنگامی که ۲۵ سال داشت، به صنعت بزرگسالان پیوست.
او در همان سال ابتدای فعالیت خود، همراه با چند بازیگر تازه‌کار دیگر، در یک مستند با عنوان به دنبال دختران جذاب برای شبکه نت‌فلیکس نقش‌آفرینی کرد. او همچنین به عنوان مدل با وبسایت سوسایدگرلز همکاری کرد.
او به عنوان بازیگر برهنه هاردکور با چند استودیو همانند نیوسنسیشنز، بلکد، ایول‌انجل، برزرز، مایل‌های، دیجیتال پلی‌گراوند، ریالتی کینگز، گرل‌فرند فیلمز، پیور پلی مدیا و … همکاری داشته.
در سال ۲۰۱۷، او در جشنواره ای‌وی‌ان نامزد دریافت بهترین بازیگر تازه‌وارد زن شد. او همچنین نامزد دریافت جایزه بهترین فیلم سه نفره پ/د/د نیز شد.
در سال ۲۰۱۹، او برنده سه جایزه در جشنواره ایکس‌بیز شد، که یکی با عنوان بهترین بازیگر مؤنث، و دو جایزه با عنوان بهترین فیلم پورنوگرافی، برای سه فیلم او بود.
تاکنون او در بیش از ۲۴۰ فیلم به عنوان بازیگر مشارکت داشته.

## جوایز و نامزدی‌ها
| سال  | جشن                      | نتیجه    | جایزه                                 | فیلم                                   |
| ---- | ------------------------ | -------- | ------------------------------------- | -------------------------------------- |
| ۲۰۱۶ | جشنواره ای‌وی‌ان           | نامزدشده | بهترین بازیگر دبیرستانی               | —                                      |
| ۲۰۱۷ | جشنواره ای‌وی‌ان           | نامزدشده | بهترین تازه‌وارد                       | —                                      |
| ۲۰۱۷ | جشنواره ای‌وی‌ان           | نامزدشده | بهترین فیلم سه نفره د/د/پ             | Swingers Getaway                       |
| ۲۰۱۷ | جشنواره ای‌وی‌ان           | نامزدشده | انتخاب هواداران                       | —                                      |
| ۲۰۱۷ | جشنواره اسپنک بنک        | نامزدشده | بهترین طراحی لباس سال                 | —                                      |
| ۲۰۱۷ | جشنواره اسپنک بنک        | برنده    | بهترین نگهداری از موهای واژن          | —                                      |
| ۲۰۱۷ | جشنواره اسپنک بنک        | نامزدشده | ستوده‌ترین پورنوگراف                   | —                                      |
| ۲۰۱۷ | جشنواره اسپنک بنک        | نامزدشده | بهترین ارضا                           | —                                      |
| ۲۰۱۷ | جشنواره تکنیکی اسپنک بنک | برنده    | شق کردن تضمینی آلت مردانه             | —                                      |
| ۲۰۱۸ | جشنواره ای‌وی‌ان           | نامزدشده | بهترین فیلم سکس د/پ                   | Darker Side of Desire                  |
| ۲۰۱۸ | جشنواره ای‌وی‌ان           | نامزدشده | بهترین فیلم لزبین د/د                 | Panty Raid                             |
| ۲۰۱۸ | جشنواره ای‌وی‌ان           | نامزدشده | انتخاب هواداران: بهترین باسن          | —                                      |
| ۲۰۱۸ | جشنواره اسپنک بنک        | نامزدشده | متناقض‌ترین                            | —                                      |
| ۲۰۱۸ | جشنواره اسپنک بنک        | نامزدشده | سر به زیرترین                         | —                                      |
| ۲۰۱۸ | جشنواره اسپنک بنک        | برنده    | بهترین خود ارضایی                     | —                                      |
| ۲۰۱۸ | جشنواره اسپنک بنک        | نامزدشده | ستوده‌ترین منحرف جنسی                  | —                                      |
| ۲۰۱۸ | جشنواره اسپنک بنک        | نامزدشده | برترین واژن                           | —                                      |
| ۲۰۱۸ | جشنواره اسپنک بنک        | نامزدشده | تنگ‌ترین واژن                          | —                                      |
| ۲۰۱۹ | جشنواره ای‌وی‌ان           | نامزدشده | بهترین بازیگر                         | Love in the Digital Age                |
| ۲۰۱۹ | جشنواره ای‌وی‌ان           | نامزدشده | بهترین فیلم لزبین                     | Talk Derby to Me                       |
| ۲۰۱۹ | جشنواره ای‌وی‌ان           | نامزدشده | بهترین فیلم ضبط شده در خارج کشور      | How I Fucked Your Mother: A XXX Parody |
| ۲۰۱۹ | جشنواره ای‌وی‌ان           | نامزدشده | انتخاب هواداران: بهترین هنرمند        | —                                      |
| ۲۰۱۹ | جشنواره ایکس‌بیز          | نامزدشده | بهترین بازیگر در فیلم‌های زن و شوهری   | Love in the Digital Age                |
| ۲۰۱۹ | جشنواره ایکس‌بیز          | نامزدشده | بهترین بازیگر در فیلم‌های زن و شوهری   | Two of a Kind                          |
| ۲۰۱۹ | جشنواره ایکس‌بیز          | برنده    | بهترین بازیگر در فیلم رابطه غیراخلاقی | The Jealous Brother                    |
| ۲۰۱۹ | جشنواره ایکس‌بیز          | برنده    | بهترین بازیگر در فیلم‌های زن و شوهری   | Love in the Digital Age                |
| ۲۰۱۹ | جشنواره ایکس‌بیز          | نامزدشده | بهترین بازیگر در فیلم‌های زن و شوهری   | Making Ends Meet                       |
| ۲۰۱۹ | جشنواره ایکس‌بیز          | نامزدشده | بهترین بازیگر در فیلم رابطه غیراخلاقی | Fathers and Daughters 2                |
| ۲۰۱۹ | جشنواره ایکس‌بیز          | برنده    | بهترین بازیگر در فیلم رابطه غیراخلاقی | The Jealous Brother                    |
| ۲۰۱۹ | جشنواره اسپنک بنک        | نامزدشده | بهترین پیرسینگ                        | —                                      |
| ۲۰۱۹ | جشنواره اسپنک بنک        | برنده    | بهترین نگهداری از موهای واژن          | —                                      |
| ۲۰۱۹ | جشنواره اسپنک بنک        | نامزدشده | بهترین چیرلیدر سال                    | —                                      |
| ۲۰۱۹ | جشنواره اسپنک بنک        | نامزدشده | بهتین پا                              | —                                      |
| ۲۰۱۹ | جشنواره اسپنک بنک        | نامزدشده | شیطانی‌ترین پرستار                     | —                                      |
| ۲۰۱۹ | جشنواره اسپنک بنک        | نامزدشده | با احساس‌ترین اجرا پوزیشن              | —                                      |
| ۲۰۱۹ | جشنواره تکنیکی اسپنک بنک | برنده    | معتاد به ویبراتور خود ارضایی          | —                                      |